# Gare d'Anse
La gare d'Anse est une gare ferroviaire française de la ligne de Paris-Lyon à Marseille-Saint-Charles, située sur le territoire de la commune d'Anse, dans le département du Rhône, en région Auvergne-Rhône-Alpes.
La première gare d'Anse est mise en service en 1854 par la Compagnie du chemin de fer de Paris à Lyon (PL). Elle est fermée et remplacée en décembre 2006 par une nouvelle gare (dite « halte de Anse ») située à quelques centaines de mètres plus au sud, au centre-ville d'Anse.
C'est une halte voyageurs de la Société nationale des chemins de fer français (SNCF) du réseau TER Auvergne-Rhône-Alpes, desservie par des trains express régionaux. Le Chemin de fer touristique d'Anse est situé à proximité.

## Situation ferroviaire
Établie au point kilométrique (PK) 482,134 de la ligne de Paris-Lyon à Marseille-Saint-Charles, la gare d'Anse se trouve à environ 650 mètres plus au sud que celle en service de 1854 à 2006, qui était située au PK 481,481. Elle se trouve entre les gares de Villefranche-sur-Saône et de Quincieux. Jusqu'à sa fermeture en 1982, la gare de Quincieux - Trévoux s'intercalait entre celles d'Anse et de Quincieux.
À 174 mètres d'altitude (contre 176 mètres pour la gare de 1854), la gare comporte deux quais latéraux longs de 182 mètres.

## Histoire

### Première gare: 1854-2006
La « station d'Anse » est mise en service le 10 juillet 1854 par la Compagnie du chemin de fer de Paris à Lyon (PL), lorsqu'elle ouvre à l'exploitation la section de Chalon (Saint-Côme) à Lyon (Vaise) de sa ligne de Paris à Lyon. Comme toutes les gares intermédiaires d'origine de la ligne, elle comporte un bâtiment voyageurs dû à l'architecte de la Compagnie PL Alexis Cendrier. Il se compose d'un corps à deux travées avec un étage et des combles.
Elle devient une gare de la Compagnie des chemins de fer de Paris à Lyon et à la Méditerranée (PLM) en 1857.
En 1891, on remplace deux plaques tournantes de 3,40 m par des plaques de 4,20 m de diamètre.

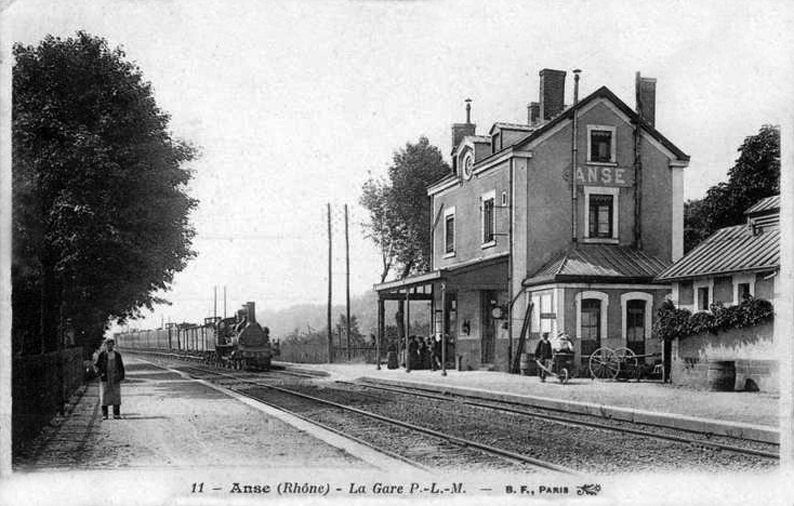
La gare d'Anse vers 1900.

En 1896, le conseil général du Rhône émet un vœu pour l'établissement d'une halte, pour trains légers, plus proche du centre-ville. Il argumente sur le fait que la gare a été établie à plus d'un kilomètre du centre-ville du fait d'importantes difficultés de nivellement. La ville d'Anse s'est engagée à supporter toutes les dépenses d'installation de cette éventuelle nouvelle halte et elle a le soutien des communes voisines d'Ambérieux-d'Azergues, de Limas, de Morancé, de Lachassagne, de Marcy-sur-Anse et d'Alix qui ont toutes, par délibération de leur conseil municipal, appuyé cette demande auprès de la Compagnie des chemins de fer de Paris à Lyon et à la Méditerranée (PLM). Dans un courrier du 10 octobre 1896, adressé au Préfet, Gustave Noblemaire, directeur de la Compagnie, rejette cette demande en rappelant qu'il y a eu déjà deux demandes identiques, le 8 février 1893 et le 25 juillet 1894, et qu'elles ont été rejetées pour des motifs toujours d'actualité. La situation de la gare d'Anse avait été choisie et approuvée avant son implantation et créer un nouvel arrêt à seulement un kilomètre de la gare existante n'apporterait pas une différence importantes aux temps de parcours par voie de terre pour prendre le train.
La « gare d'Anse » figure dans la nomenclature 1911 des gares, stations et haltes, de la Compagnie des chemins de fer de Paris à Lyon et à la Méditerranée (PLM). Elle porte le no 17 de la ligne de Paris à Marseille et à Vintimille (4e Section - Rhône). C'est une gare ouverte au service complet de la Grande Vitesse (GV) et de la Petite Vitesse (PV).
L'ancienne gare est fermée lors de l'ouverture de la nouvelle en décembre 2006.

### Deuxième gare: depuis 2006
Plus de cent ans après la première demande d'installation d'une halte près du centre-ville, la commune remet ce projet au centre d'un ensemble plus vaste qui comprend l'aménagement urbain d'une zone de 6,3 hectares située à proximité immédiate du centre historique de la ville, entre la voie ferrée et l'avenue de la Libération. Appelé le « Pré aux moutons », cet espace est resté vierge de constructions du fait qu'il est en contrebas et inondable. Ce site est classé en zone NA, zone non constructible devenant urbanisable dans le cadre d'un projet d'ensemble, dans le plan d'occupation des sols (POS) de 1995, modifié en 1998. En 1997, la commune lance un « marché de définition » pour l'aménagement du site en y incluant l'implantation d'une nouvelle halte ferroviaire. En mars 1999, elle retient le projet de Didier-Noël Petit, architecte urbaniste et, en août, elle passe un marché d'étude. En juillet 2000, le conseil municipal vote la création de la zone d'aménagement concerté (ZAC) dite du « Pré aux moutons ». L'opération consiste à créer la halte, plus de 200 logements, 2 900 m2 de surfaces commerciales et 160 places de parkings destinés aux véhicules utilisés pour l'accès à la halte et aux commerces. En 2001, l'aménageur choisi est la Société d'équipement du Rhône et de Lyon (SERL).
En septembre 2003, commencent les travaux de remblayage du site. Le 29 décembre 2004, un appel d'offres est passé par la SNCF pour le compte de Réseau ferré de France (RFF) pour le déplacement de la halte ferroviaire de Anse : construction d'un passage souterrain (de section carrée de 2,5 m de côté et d'une longueur de 22 m), construction de deux quais, d'une hauteur de 0,55 m et d'une longueur de 180 m, création de deux escaliers d'accès avec élévateurs légers pour personnes à mobilité réduite. Le coût du déplacement de la halte est de 5 510 000 euros ; la participation de la commune est de 2 967 000 €, celle de la région de 2 214 000 €, celle de RFF de 310 000 € et celle de la SNCF de 19 000 €.
La nouvelle halte ferroviaire d'Anse est mise en service en décembre 2006, l'ensemble du projet est réalisé en 2009.

## Fréquentation
De 2015 à 2022, selon les estimations de la SNCF, la fréquentation annuelle de la gare s'élève aux nombres indiqués dans le tableau ci-dessous.
| Année                      | 2015    | 2016    | 2017    | 2018    | 2019    | 2020    | 2021    | 2022    |
| -------------------------- | ------- | ------- | ------- | ------- | ------- | ------- | ------- | ------- |
| Voyageurs                  | 369 752 | 365 763 | 397 242 | 397 142 | 444 151 | 284 335 | 343 949 | 468 208 |
| Voyageurs et non voyageurs | 462 190 | 457 204 | 496 552 | 496 428 | 555 189 | 355 418 | 429 936 | 585 260 |

## Service des voyageurs

### Accueil
Halte SNCF, c'est un point d'arrêt non géré (PANG) à accès libre. Elle dispose d'automates pour l'achat de titres de transport TER.
Un souterrain équipé d'ascenseurs permet la traversée des voies et le passage d'un quai à l'autre.

### Desserte
Anse est une halte voyageurs SNCF du réseau TER Auvergne-Rhône-Alpes, desservie par des trains express régionaux de la relation : Mâcon-Ville (ou Villefranche-sur-Saône) - Valence (ou Lyon-Perrache, ou Lyon-Part-Dieu).
Ce service, de type banlieue (30 services quotidiens dans chaque sens), est cadencé depuis le 9 décembre 2007 comme dans toute la région Rhône-Alpes, chaque heure (ou demi-heure aux périodes de pointe).

### Intermodalité
Un parking pour les véhicules y est aménagé.
Transports en commun
- La ligne 1 du réseau Saônibus relie la gare à Reyrieux via Trévoux.
- Les lignes 115 (Lissieu à Villefranche-sur-Saône), 118 (Lyon - Gorge de Loup à Belleville-sur-Saône via Villefranche-sur-Saône) et 138 (Villefranche-sur-Saône à Neuville-sur-Saône) des Cars du Rhône sont en correspondance aux arrêts Anse-Mairie et Le Pont.

## Patrimoine ferroviaire
Sur le site de la première gare, place des Condamines, le bâtiment d'origine construit en 1854, dû à l'architecte Alexis Cendrier, est toujours présent bien que fermé (45° 56′ 40,4″ N, 4° 42′ 56,87″ E).